# Härjanurme
Härjanurme – wieś w Estonii, w prowincji Tartu, w gminie Elva. Do 2017 roku wieś należała do gminy Puhja.